# Estadio de Kashima
El Kashima Soccer Stadium o Estadio de Kashima (en japonés: カシマサッカースタジアム) es un estadio de fútbol de la ciudad de Kashima, en la Prefectura de Ibaraki, Japón. Es el estadio donde juega de local el Kashima Antlers en la J1 League.
El Estadio de Kashima recibió los siguientes tres partidos de la Copa Mundial FIFA 2002:

## Copa Mundial de Fútbol de 2002
| Fecha      | Fase         | Equipo    |                      | Resultado |                    | Equipo               | Espectadores    |
| ---------- | ------------ | --------- | -------------------- | --------- | ------------------ | -------------------- | --------------- |
| 2 de junio | Primera fase | Argentina | Bandera de Argentina | 1 - 0     | Bandera de Nigeria | Nigeria              | 34 050 Reporte  |
| 5 de junio | Primera fase | Alemania  | Bandera de Alemania  | 1 - 1     | Bandera de Irlanda | República de Irlanda | 35 854 Reporte  |
| 8 de junio | Primera fase | Italia    | Bandera de Italia    | 1 - 2     | Bandera de Croacia | Croacia              | 36. 472 Reporte |